# Thryssocypris tonlesapensis
Thryssocypris tonlesapensis es una especie de peces de la familia de los
Cyprinidae en el orden de los Cypriniformes.

## Morfología
- Los machos pueden llegar alcanzar los 6,4 cm de longitud total.
- Número de  vértebras: 43-44.[1]

## Alimentación
Come larvas de insectos

## Hábitat
Es un pez de agua dulce y de clima tropical.

## Distribución geográfica
Se encuentran en Asia: es una especie de pez endémica de la  cuenca del río Mekong.